# Джексон, Сара
Сара Йорк Джексон (англ. Sarah Yorke Jackson; 16 июля 1803 — 23 августа 1887) — невестка президента США Эндрю Джексона. Служила хозяйкой Белого дома и была первой леди США с 26 ноября 1834 по 4 марта 1837 года.

## Биография
Сара родилась 16 июля 1803 года в богатой семье в Филадельфии, Пенсильвания. Её отец, Питер Йорк, капитан дальнего плавания и преуспевающий купец, умер в 1815 году. Её мать, Мэри Хайнс Йорк, умерла во время поездки в Новый Орлеан. Сара и две её сестры остались сиротами. Воспитывалась двумя тётями.
Сара вышла замуж за Эндрю Джексона — младшего, приёмного сына Эндрю Джексона — старшего, в Филадельфии 24 ноября 1831 года. После длительного медового месяца в Белом доме пара уехала в Эрмитаж, на плантацию Джексонов в Теннесси. Пара оставалась в Эрмитаже, управляя плантацией, до пожара, уничтожившего главный дом в 1834 году. Супруги и двое их малолетних детей отправились в Вашингтон, чтобы жить с президентом Джексоном в Белом доме. Позже она была художником на протяжении 15 лет.
Сара прибыла в Белый дом 26 ноября 1834 года. Она сразу приступила к обязанностям второй хозяйки Белого дома вместе с племянницей президента Эмили Донельсон, которая выполняла функции хозяйки Белого дома и была неофициальной Первой леди с начала президентского срока. Президент сослался на Сару как на «хозяйку Эрмитажа», а не хозяйки Белого дома, по-видимому, чтобы между двумя женщинами не было неприязни. Такая композиция была очень неловкой, но у них в отношениях всё было гладко. Это был единственный случай в истории, когда две женщины одновременно были хозяйками Белого дома. Сара полностью взяла на себя обязанности хозяйки Белого дома после смерти Эмили Донельсон от туберкулёза в 1836 году.
Она осталась в Белом доме до истечения срока Джексона в 1837 году, сделав несколько длительных поездок, в том числе в реконструированный Эрмитаж. Она жила в Эрмитаже с мужем и дядей до смерти бывшего президента в 1845 году. Пара продолжала жить в Эрмитаже и незадолго до начала Гражданской войны переехала в Миссисипи. Штат Теннеси позже приобрёл плантацию как памятник Эндрю Джексону и позволил Саре жить там до самой смерти.